# Lullejauratj (Jokkmokks socken, Lappland, 737584-166284)
Lullejauratj är en sjö i Jokkmokks kommun i Lappland och ingår i Luleälvens huvudavrinningsområde. Sjön har en area på 0,144 kvadratkilometer och ligger 389,1 meter över havet.

## Delavrinningsområde
Lullejauratj ingår i det delavrinningsområde (737690-166095) som SMHI kallar för Utloppet av Sjuvajaure. Medelhöjden är 457 meter över havet och ytan är 31,18 kvadratkilometer. Det finns inga avrinningsområden uppströms utan avrinningsområdet är högsta punkten. Appokälven som avvattnar avrinningsområdet har biflödesordning 3, vilket innebär att vattnet flödar genom totalt 3 vattendrag innan det når havet efter 260 kilometer. Avrinningsområdet består mestadels av skog (62 procent) och sankmarker (24 procent). Avrinningsområdet har 2,11 kvadratkilometer vattenytor vilket ger det en sjöprocent på 6,8 procent.